# Geopolitika
Geopolitika analizira odnose politike, povijesti i socijalne znanosti s geografijom. Termin je skovao švedski politički geograf Rudolf Kjellén na kraju 19. stoljeća. Kjelléna je inspirirao njemački geograf Friedrich Ratzel poznat po izdanju svojega djela "Politische Geographie" ("Politička geografija") iz 1897. godine. Termin je popularizirao američki diplomat Robert Strausz-Hupé, redovni član Sveučilišta u Pennsylvaniji.
Disciplina geopolitike je zadobila ogromnu pažnju radom Sir Halforda Mackindera u Engleskoj i njegovom formulacijom teorije Heartlanda iz 1904. godine. Ova teorija je uplitala koncepte sasvim suprotne od ideje Alfreda Thayera Mahana o značenju mornarica (skovao je termin pomorska sila) u svjetskom sukobu. Teorija Heartlanda, u drugu ruku, pretpostavlja mogućnost nastanka ogromnog carstva koje ne bi trebalo koristiti obalni ili prekooceanski prijevoz radi opskrbe svojega vojnog industrijskog kompleksa, te takvo carstvo ne bi ni čitav ostatak svijeta udružen protiv njega mogao poraziti.
Osnovne ideje Mackinderove teorije obuhvaćaju, s obzirom na geografiju Zemlje, podijeljenost u razlici o predodžbi Starog (većina istočne polutke) i Novog svijeta (zapadna polutka i Oceanija). Razlika je da su otoci, koji su se tradicionalno mogli obraniti pomorskom silom — u povijesti Velika Britanija i Japan — bili izuzeti iz prethodnog koji je preimenovan u Svjetski otok. Ti otoci su pridodani drugom dijelu svijeta preimenovanom u Periferija, zajedno s Filipinima, Indonezijom, Šri Lankom i Madagaskarom. Australija i Novi Zeland već su bili dio Novoga svijeta.
Periferija nije samo bila značajno manja od Svjetskog otoka, nego je i neophodno zahtijevala mnogo pomorskog prijevoza kako bi funkcionirala na tehnološkoj razini Svjetskog otoka, koji je sadržavao dovoljno prirodnih resursa za razvijenu ekonomiju. Također su industrijska središta Periferije neophodno bila smještena na široko razdvojenim lokacijama. Svjetski otok je stoga mogao poslati svoju mornaricu da uništi svaku od njih jednu za drugom. Svjetski otok je mogao smjestiti vlastitu industriju u regiji dublje u unutrašnjost nego što je to mogla Periferija. Stoga bi se Periferija trebala dulje boriti da dospije do industrije Svjetskog otoka te bi se suočavala s dobro opremljenim industrijskim bastionom. Ovakvu regiju Mackinder je nazvao Heartland (srčana regija) ili središnje područje. Ona je obuhvaćala područje Ukrajine, Zapadne Rusije i Srednje Europe.
Heartland je sadržavao ukrajinske pričuve žita te mnoge druge prirodne resurse. Mackinderova ideja geopolitike može se rezimirati u njegovoj izjavi da "tko vlada istočnom Europom zapovijeda i Heartlandom. Tko vlada Heartlandom zapovijeda Svjetskim otokom. Tko vlada Svjetskim otokom zapovijeda svijetom."
Iako se teorija prvo zamislila prije Prvog svjetskog rata, razvitak u tom ratu nije je opovrgnuo. Ogromni sustavi rovova nisu bili predočeni kao dio antagonizma, već je njihov izgled, kao i demonstracija kojom bi podmornice mogle uništiti konvoje, učinio geopolitiku čak više zastrašujućom. Razvoj mehaniziranog vojnog prijevoza koji zahtijeva naftu pristaje točno u teoriju, pošto se ruske glavne naftne rezerve nalaze na zapadnoj obali Kaspijskog jezera. Također se teorija zamišljala prije industrijskog razvitka same Rusije. Stoga je ona bila jednako "zamišljeni eksperiment" kao i Schlieffenov plan za osvajanjem Francuske.
Neki utjecajni Nijemci prije i tijekom Trećeg Reicha smatrali su teoriju skladnom sa svojom željom za nadziranjem Mitteleurope i zauzimanjem Ukrajine. Namjera za zauzimanjem potonje označena je sloganom Drang nach Osten, ili "prodor na istok".
Iako su fašisti zauzeli većinu Ukrajine u Drugom svjetskom ratu, na kraju su ipak poraženi. Druga točka koju je Mackinder propustio bila je da su Sovjeti mogli stvarno pomaknuti svoje tvornice izvan Heartlanda. Na trenutak se učinilo da je teorija izumrla, isprva zbog konvencionalnih zračnih snaga koje su podcijenjene kao nesposobne da razore industriju smještenu tisućama kilometara od morske obale, te ubrzo zatim pojavom nuklearnog oružja. Dolaskom hladnog rata Mackinderova teorija je povratila određenu vjerodostojnost kada se umjesto rata smatrao moćnijim utjecaj nad nacijama. To bi bila projekcija sile u drugim terminima.
Sovjetski Savez postigao je dominaciju nad Ukrajinom i Mitteleuropom. Imao je industrijsku, tehničku i vojnu moć. Neki antikomunisti na Zapadu koji su čuli za Mackinderovu teoriju dobili su dodatni strah. Ono što je drastično smanjilo vjerodostojnost ovog oblika geopolitike bio je uspon Japana, zemlje bez prirodnih resursa, a koja je već mogla nadmašiti Sovjetski Savez bez ratovanja s bilo kojom vojskom.
Od tada se svjetska geopolitika primjenjuje na druge teorije, a najznačajnija je ideja o sukobu civilizacija. U miroljubivom svijetu, niti pomorski putovi niti površinski prijevoz nisu ugroženi; stoga su sve zemlje dovoljno učinkovito fizički zatvorene od neke druge zemlje. U carstvu je političkih ideja i djelovanja da postoje razlike, pa se termin prebacio u ovu arenu.
Nakon Prvog svjetskog rata Kjellenove misli i termin su otkrili i proširili brojni znanstvenici: u Njemačkoj Karl Haushofer, Erich Obst, Hermann Lautensach i Otto Maull; u Engleskoj, Mackinder i Fairgrieve; u Francuskoj Vidal de la Blache i Vallaux. 1923. godine Karl Haushofer osnovao je "Zeitschrift für Geopolitik" ("Časopis za geopolitiku"), koji se razvio kao propagandni organ nacističke Njemačke.
Naravno da se geopolitika ne sastoji samo od jedne teorije.

U apstraktnom smislu geopolitika tradicionalno označava veze i uzročne odnose između političkih sila i geografskog prostora; u konkretnim terminima često se promatra kao tijelo misli koje testira specifične strateške propise temeljene na relativnoj važnosti kopnene i pomorske sile u svjetskoj povijesti. .. Geopolitička tradicija imala je neka dosljedna zanimanja poput geopolitičkih korelantnih sila u svjetskoj politici, identifikaciji međunarodnih jezgrenih područja i odnosa između pomorskih i terestričkih sposobnosti. —Oyvind Osterud, Upotrebe i zloupotrebe geopolitike, Journal of Peace Research, br. 2, 1988, str. 191.

## Više informacija
- energetska politika
- Politička geografija
- Balkanizacija
- Oružje, bolesti i čelik
- Lebensraum
- Strateška dubina

## Vanjske poveznice
- Geopolitika.org  Arhivirana inačica izvorne stranice od 25. rujna 2017. (Wayback Machine) Hrvatski informativno-analitički portal za geopolitiku